# Мілан Халупа
Мілан Халупа (чеськ. Milan Chalupa; нар. 4 липня 1953, Гавличкув-Брод, Височіна, Чехословаччина) — чехословацький хокеїст, захисник.
Чемпіон світу 1976, 1977. Член зали слави чеського хокею (2010).

## Клубна кар'єра
В чемпіонаті Чехословаччини грав за «Дуклу» (1973–1984). Всього в лізі провів 430 матчів (50 голів). Чемпіон Чехословаччини 1974, 1982, 1983, 1984.
Сезон 1984/85 провів у клубові Національної хокейної ліги «Детройт Ред-Вінгс». На драфтові 1984 року був обраний під загальним 49 номером.
З 1985 року грав за німецький «Фрайбург». Перші три сезони команда грала у другій бундеслізі, а наступні три — у першій. У елітному дивізіоні німецького хокею провів 74 матчі (6 голів). Останній сезон провів за «Дуклу» в чемпіонаті Чехії (1993/94).

## Виступи у збірній
У складі національної збірної був учасником трьох Олімпіад (1976, 1980, 1984). У Інсбруку та Сараєво здобував срібні нагороди.
Брав участь у семи чемпіонатах світу та Європи (1976–1979, 1981–1983). Чемпіон світу 1976, 1977; другий призер 1978, 1979, 1982, 1983; третій призер 1981. На чемпіонатах Європи — дві золоті (1976, 1977), чотири срібні (1978, 1979, 1982, 1983) та одна бронзова нагорода (1981). Фіналіст Кубка Канади 1976 року.
На чемпіонатах світу та Олімпійських іграх провів 71 матч (7 закинутих шайб), а всього у складі збірної Чехословаччини — 202 матчі (24 голи).

## Нагороди та досягнення
| Нагороди                 | Команда          | Кіл. | Роки                   |
| ------------------------ | ---------------- | ---- | ---------------------- |
| Олімпійські ігри         |                  |      |                        |
| Срібло                   | Чехословаччина   | 2    | 1976, 1984             |
| Чемпіонат світу          |                  |      |                        |
| Золото                   | Чехословаччина   | 2    | 1976, 1977             |
| Срібло                   | Чехословаччина   | 4    | 1978, 1979, 1982, 1983 |
| Бронза                   | Чехословаччина   | 1    | 1981                   |
| Кубок Канади             |                  |      |                        |
| Фіналіст                 | Чехословаччина   | 1    | 1976                   |
| Чемпіонат Європи         |                  |      |                        |
| Золото                   | Чехословаччина   | 2    | 1976, 1977             |
| Срібло                   | Чехословаччина   | 4    | 1978, 1979, 1982, 1983 |
| Бронза                   | Чехословаччина   | 1    | 1981                   |
| Чемпіонат Чехословаччини |                  |      |                        |
| Золото                   | «Дукла» (Їглава) | 4    | 1974, 1982, 1983, 1984 |